# Carlo Stella
Carlo Stella (Torino, 4 novembre 1910 – 23 dicembre 2000) è stato un politico italiano, esponente della Democrazia Cristiana, già parlamentare europeo e deputato per quattro legislature.
È subentrato al Parlamento europeo nel gennaio 1982, dopo essere stato candidato alle elezioni europee del 1979 nelle liste della DC. È stato membro della Commissione per le relazioni economiche esterne.
Ha aderito al gruppo parlamentare del Partito Popolare Europeo.